# Đường sắt Hà Nội – Quan Triều
Đường sắt Hà Nội – Quan Triều hay Đường sắt Hà Thái là một tuyến đường sắt Việt Nam. Tuyến đường sắt này có điểm đầu là ga Long Biên (phường Hoàn Kiếm, thành phố Hà Nội) và điểm cuối là ga Quán Triều (phường Quan Triều, tỉnh Thái Nguyên). Trên lý thuyết, tuyến đường sắt đi qua 14 ga, gồm cả ga Hà Nội, tuy nhiên thực tế chỉ có 13 ga do hiện tại thì các chuyến tàu không xuất phát từ ga Hà Nội.

## Vận hành
Hàng ngày, Đường sắt Việt Nam tổ chức chạy một đôi tàu T91/92 từ ga Long Biên đến ga Quán Triều và ngược lại. Xuất phát từ ga Quán Triều vào 7 giờ sáng và đến ga Gia Lâm lúc 9 giờ 35 phút sáng, chuyến tàu ngược lại xuất phát từ ga Long Biên lúc 14 giờ 35 phút chiều và đến ga Thái Nguyên lúc 17 giờ 12 phút chiều (tàu vẫn sẽ đi đến các ga Long Biên và Quán Triều). Chiều dài toàn tuyến là 75 km. Đường sắt có một đoạn đi chung đường sắt Hà Nội – Đồng Đăng từ ga Long Biên đến ga Yên Viên, một đoạn đi chung đường sắt Hà Nội – Lào Cai.

Đây là một trong những tuyến đường giao lưu quan trọng nối vùng đồng bằng sông Hồng nói chung và Hà Nội nói riêng với khu công nghiệp Sông Công và thành phố Thái Nguyên. Tuyến đường được kết nối với đường sắt Quan Triều – Núi Hồng nhưng hiện chỉ chuyên dùng để chuyên chở khoáng sản, được quản lý bởi công ty than Núi Hồng.

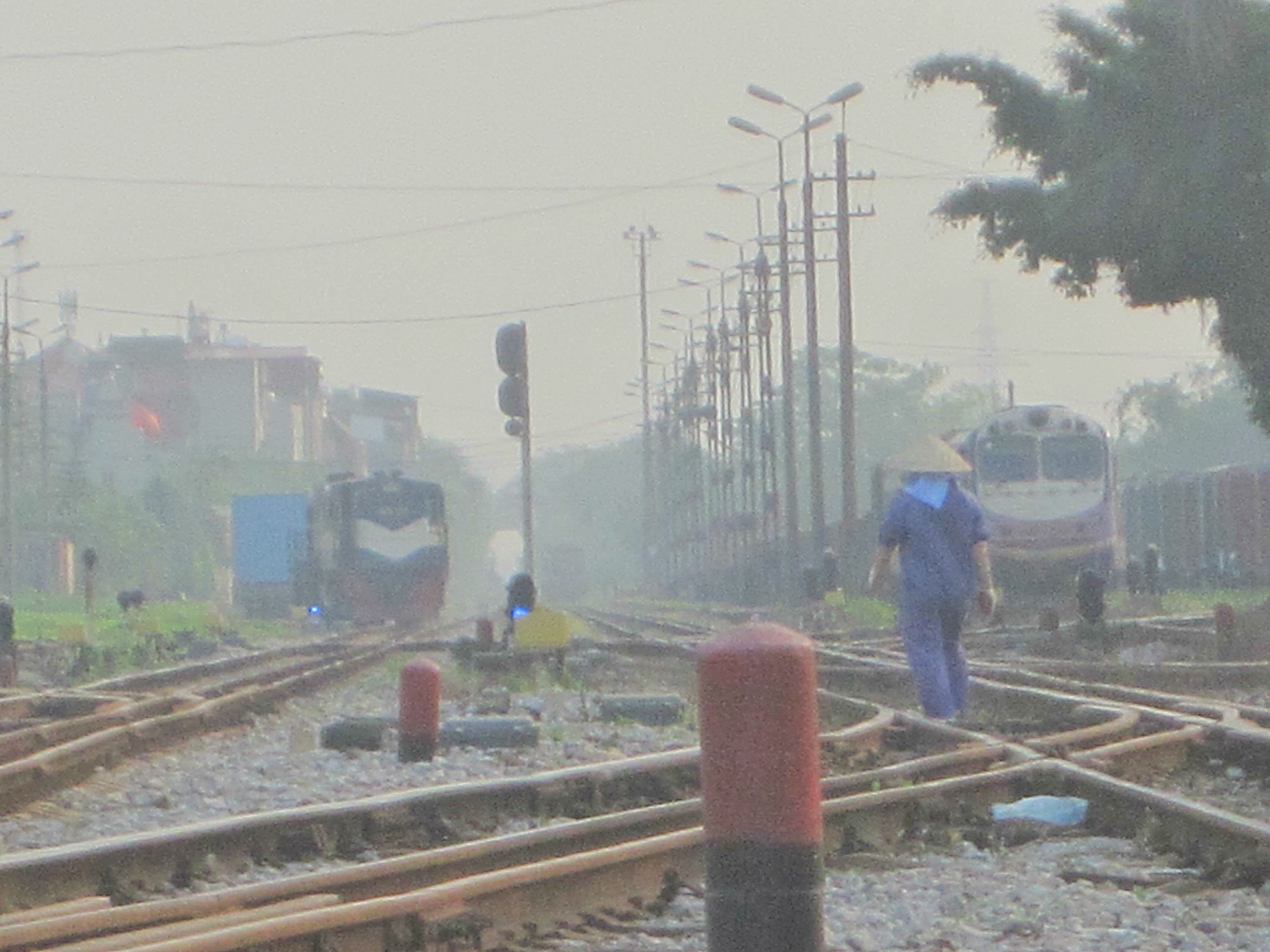
Đoạn tuyến đi chung với tuyến đường sắt Hà Nội – Đồng Đăng ở ga Yên Viên